# سبيروس مارناغوس
سبيروس مارناغوس (باليونانية: Σπύρος Μαραγκός)‏ هو لاعب كرة قدم يوناني في مركز الوسط، ولد في 20 فبراير 1967 في ليفكادا في اليونان. شارك مع منتخب اليونان لكرة القدم. أما مع النوادي، فقد لعب مع باناثينايكوس ونادي أبويل ونادي أومونيا ونادي بانيونيوس ونادي باوك.

## وصلات خارجية
- سبيروس مارناغوس على موقع قاعدة بيانات كرة القدم.إي يو (الإنجليزية)
- سبيروس مارناغوس على موقع ناشيونال فوتبول تيمز (الإنجليزية)